# Albert Rum
Albert Franz Rum  (* 8. Juni 1890 in Berlin; † 22. Mai 1970 ebenda) war ein deutscher SS-Unterscharführer und an der „Aktion T4“ sowie der „Aktion Reinhardt“ im Vernichtungslager Treblinka beteiligt. Rum wurde für seine im Vernichtungslager Treblinka begangenen Verbrechen vom Landgericht Düsseldorf am 3. September 1965 in den Treblinka-Prozessen zu drei Jahren Zuchthaus verurteilt.

## Leben
Rum, Sohn eines Bautischlers, wuchs mit acht weiteren Geschwistern auf. Nach einem achtjährigen Schulbesuch arbeitete er als Hotelpage. Rum absolvierte eine dreijährige Kellnerlehre im Berliner Hotel „Kronprinz“, die er 1909 abschloss. Er arbeitete danach in seinem Beruf in England und Frankreich. Im Herbst 1913 kam er wieder nach Berlin. Nach Ausbruch des Ersten Weltkrieges war er von 1915 bis 1918 Soldat bei den Hirschberger Jägern. Danach war er als Kellner, Schaffner, Wirt und Inhaber eines Wäschegeschäfts tätig. Zuletzt kellnerte er in dem Berliner Nachtlokal „Die Insel“. Rum, seit 1922 verheiratet, wurde 1945 Witwer.
Der NSDAP trat er zum 1. Mai 1933 bei (Mitgliedsnummer 2.588.861) und war ab 1937 als Blockwalter, d. h. Helfer eines Blockleiters tätig. Über einen Kunden in „Die Insel“ kam er in Kontakt mit Werner Blankenburg, einem der Hauptverantwortlichen für die nationalsozialistischen Krankenmorde in der Aktion T4. In Blankenburgs Dienstsitz wurde ihm eine Arbeitsstelle in der Berliner Aktion-T4-Zentrale angeboten, die Rum mit der Verpflichtung zur Geheimhaltung annahm. Dort war er mit der Katalogisierung und Anfertigung von Fotografien sowie der Aktenanlage der „Euthanasie“-Opfer beschäftigt. Krankheitsbedingt – er konnte die chemischen Dämpfe nicht vertragen – bat er um Versetzung und nahm eine Stelle als Wachmann in einem Arbeitslager auf polnischem Gebiet an. Rum wurde als SS-Unterscharführer eingekleidet und wurde ab Dezember 1942 im Vernichtungslager Treblinka eingesetzt. Dort wurde er zunächst für einige Wochen im Unteren Lager bei der „Abfertigung“ der ankommenden „Judentransporte“ und später durchgehend im oberen Lager beim „Leichentransportkommando“ eingesetzt. Rum wurde im November 1943 von Treblinka noch kurzzeitig ins Vernichtungslager Sobibor versetzt und hatte danach Heimaturlaub.
Nach Beendigung der „Aktion Reinhardt“ wurde Rum Anfang 1944, wie auch der Großteil des Personals der „Aktion Reinhardt“, zur Operationszone Adriatisches Küstenland nach Triest versetzt. Hier war er im Rang eines Polizeihauptwachtmeisters Angehöriger der „Sonderabteilung Einsatz R“, die der „Judenvernichtung“, der Konfiszierung jüdischen Vermögens und der Partisanenbekämpfung diente. Nach einem Autounfall kam er in ein Lazarett nach Udine und von dort bis Juni 1946 in ein Krankenhaus am Timmendorfer Strand. Rum lebte anschließend in Berlin und war dort bis zu seinem Rentenbeginn 1955 als Kellner beschäftigt.
Im Rahmen der Ermittlungen bezüglich der Verbrechen im Vernichtungslager Treblinka geriet Rum in das Visier der Ermittlungsbehörden und wurde Anfang der 1960er Jahre in Haft genommen. Der Treblinka-Prozess gegen zehn Angeklagte fand vom 12. Oktober 1964 bis zum 3. September 1965 vor dem Landgericht Düsseldorf statt. Der Verfahrensgegenstand umfasste die Vergasung von mindestens 700.000 überwiegend jüdischen Menschen sowie die tödliche Misshandlung, Erschießung, Erschlagung sowie Erhängung einzelner Häftlinge und zudem die Zerfleischung durch Barry, den Diensthund des Lagerkommandanten Kurt Franz. Jüdische Überlebende sagten aus, dass Rum Häftlinge mit der Peitsche misshandelt habe. Rum  wirkte an der Erschießung des 25-köpfigen Restkommandos von Treblinka mit, wie er selbst zugab. Rum wurde wegen der Beihilfe zum gemeinschaftlichen Mord an mindestens 100.000 Personen zu drei Jahren Zuchthaus verurteilt.